# LO Pegasi
LO Pegasi är en ensam stjärna belägen i den mellersta delen av stjärnbilden Pegasus. Den har en högsta skenbar magnitud av ca 9,04 och kräver ett mindre teleskop för att kunna observeras. Baserat på parallax enligt Gaia Data Release 3 på ca 41,29 mas, beräknas den befinna sig på ett avstånd på ca 79 ljusår (24 parsek) från solen. Den rör sig närmare solen med en heliocentrisk radialhastighet på ca -23 km/s. Stjärnan ingår i AB Doradus rörelsegrupp.

## Observation
LO Pegasi har varit föremål för många vetenskapliga studier. Den blev av intresse för astronomer när betydande röntgenstrålning 1994 upptäcktes från stjärnan av R. D. Jeffries et al. rapporterade flareaktivitet baserad på en rotationsbreddad väte-α-emissionslinje och fann att stjärnan varierade i ljusstyrka.

## Egenskaper

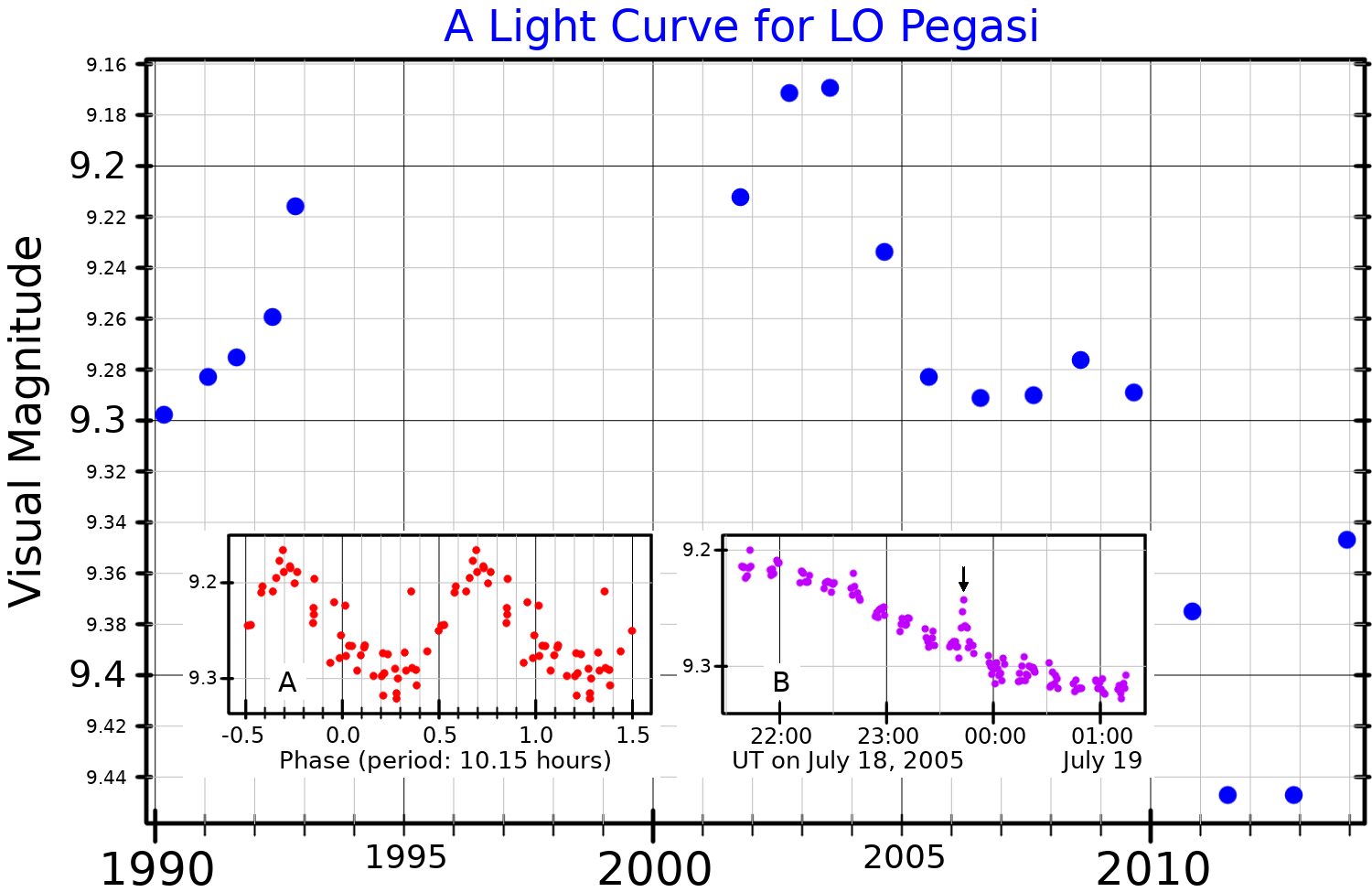
Ljuskurva i visuella bandet för LO Pegasi. Huvuddiagrammet (anpassad från Karmakar et al.) visar variabiliteten på lång sikt. Infällt diagram "A" (anpassad från Kiraga) visar den periodiska variabiliteten, och diagrammet "B" (även anpassad från Karmakar et al.[1]) visar en flare.

LO Pegasi är en orange till gul stjärna i huvudserien av spektralklass K3 Vke där suffix k anger att det finns absorptionslinjer och e betyder emissionslinjer i stjärnans spektrum. Den har en massa som är lika med ca 0,66 solmassa, en radie som är ca 0,72 solradie och utsänder energi från dess fotosfär motsvarande ca 0,25 gånger solen vid en effektiv temperatur av ca 4 800 K. Stjärnan har en ultrasnabb rotation, som slutför en hel rotation på 10,15 timmar. Den klassificeras som en BY Draconis-variabel som är magnetiskt aktiv och har stjärnfläckar. Kombinationen av ojämn ytljusstyrka och rotation gör att den verkar variera i ljusstyrka. Upp till 25,7 procent av ytan är täckt av fläckar. Långsiktiga förändringar i periodicitet tyder på aktivitetscykler, liknande solcykeln, med perioder på cirka 3 och 7,4 år. Grundämnet litium har upptäckts i dess atmosfär, vars överskott, i kombination med stjärnans snabba rotation, anger att detta är en ung stjärna med en ålder på högst några hundra miljoner år.